# Tantou (rivière de Guinée)
Pour les articles homonymes, voir Tantou.
La Tantou est une rivière du bassin du Tominé (aussi appelé rio Corubal), dans le nord de la Guinée, et un affluent de la  Kaouma Koumba.

## Géographie
La rivière Tantou prend source au sud de la ville de Mali dans la région de Labé.  Elle coule principalement d’est en ouest, et se jette dans la Kaouma Koumba près de Gaya.